# 1876 en Belgique
Chronologie de la Belgique
- 1872
- 1873
- 1874
- 1875
- 1876
- 1877
- 1878
- 1879
- 1880

Cette page recense des événements qui se sont produits durant l'année 1876 en Belgique.

## Chronologie
- 13 juin : élections législatives partielles (en)[1]. Victoire du Parti catholique. Les libéraux accusent les catholiques de fabriquer une multitude de « faux électeurs », poussant le gouvernement à prendre des mesures pour assainir les opérations électorales[2]

## Culture

### Architecture

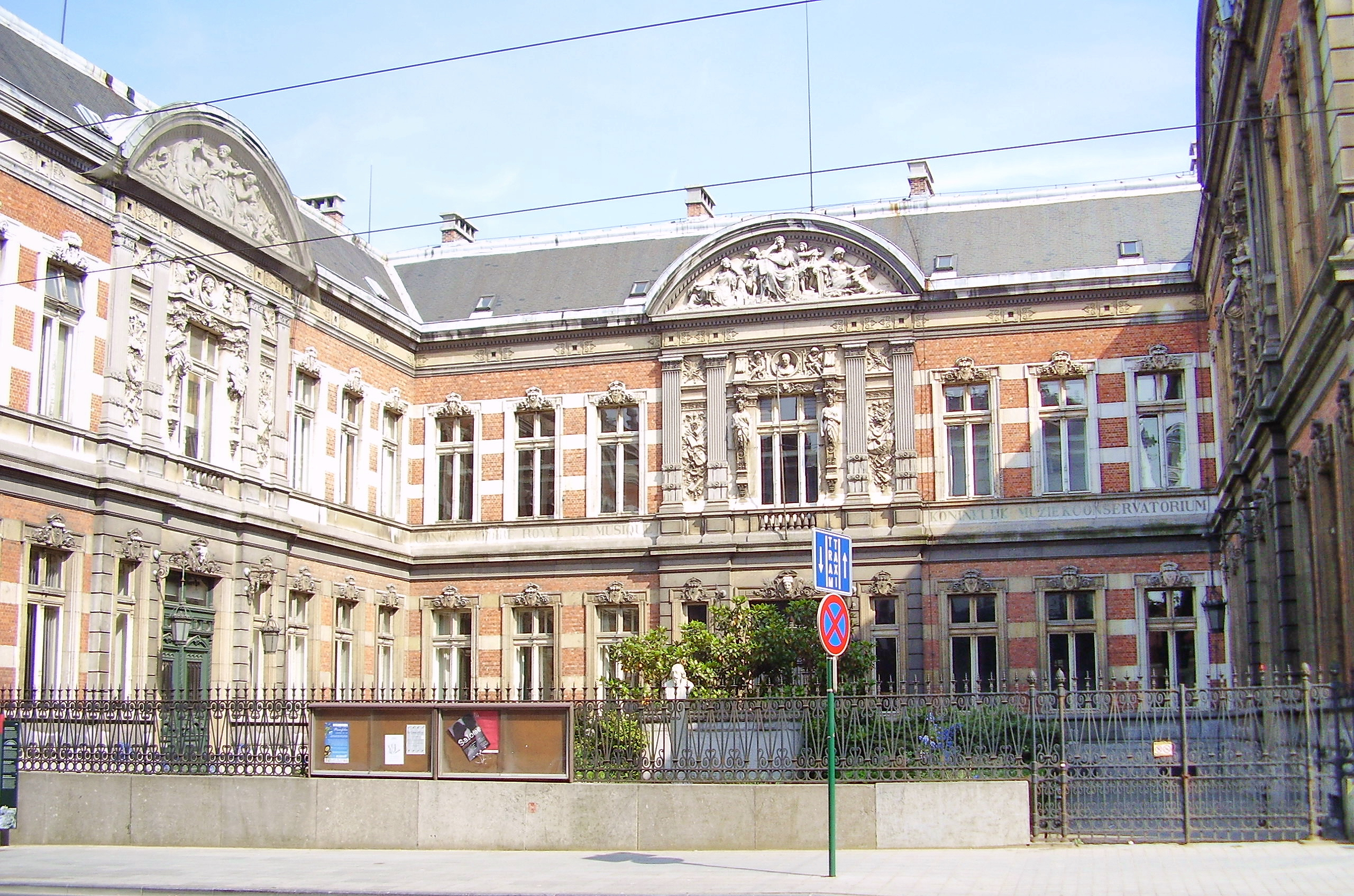
Conservatoire royal de Bruxelles (Jean-Pierre Cluysenaar)

### Arts
- Création du cercle artistique L'Union des Arts.
- du 13 août au 1er octobre, Salon d'Anvers.

#### Peinture

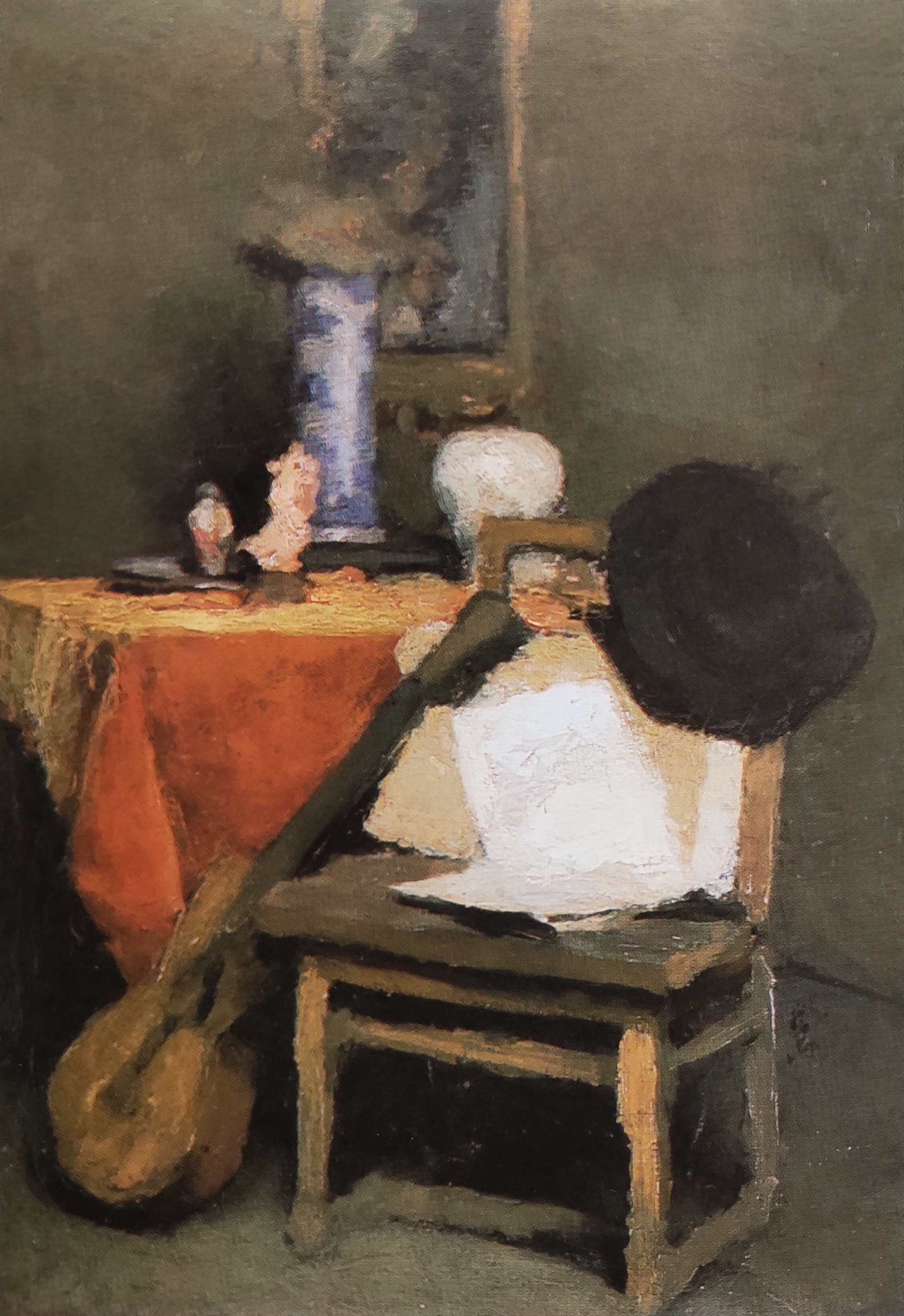
Coin d'atelier (Adrien de Witte).
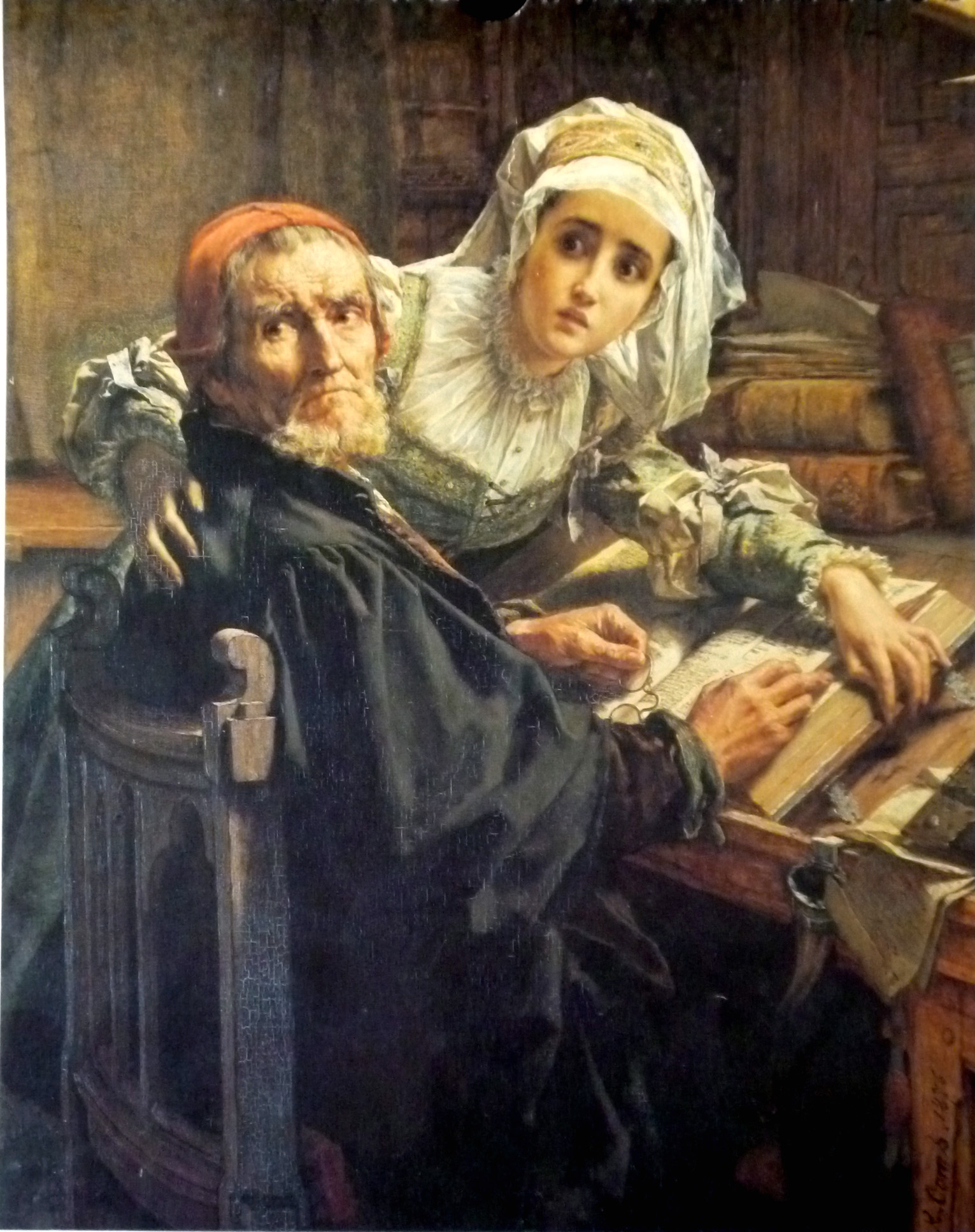
La Lecture prohibée (Charles Ooms).
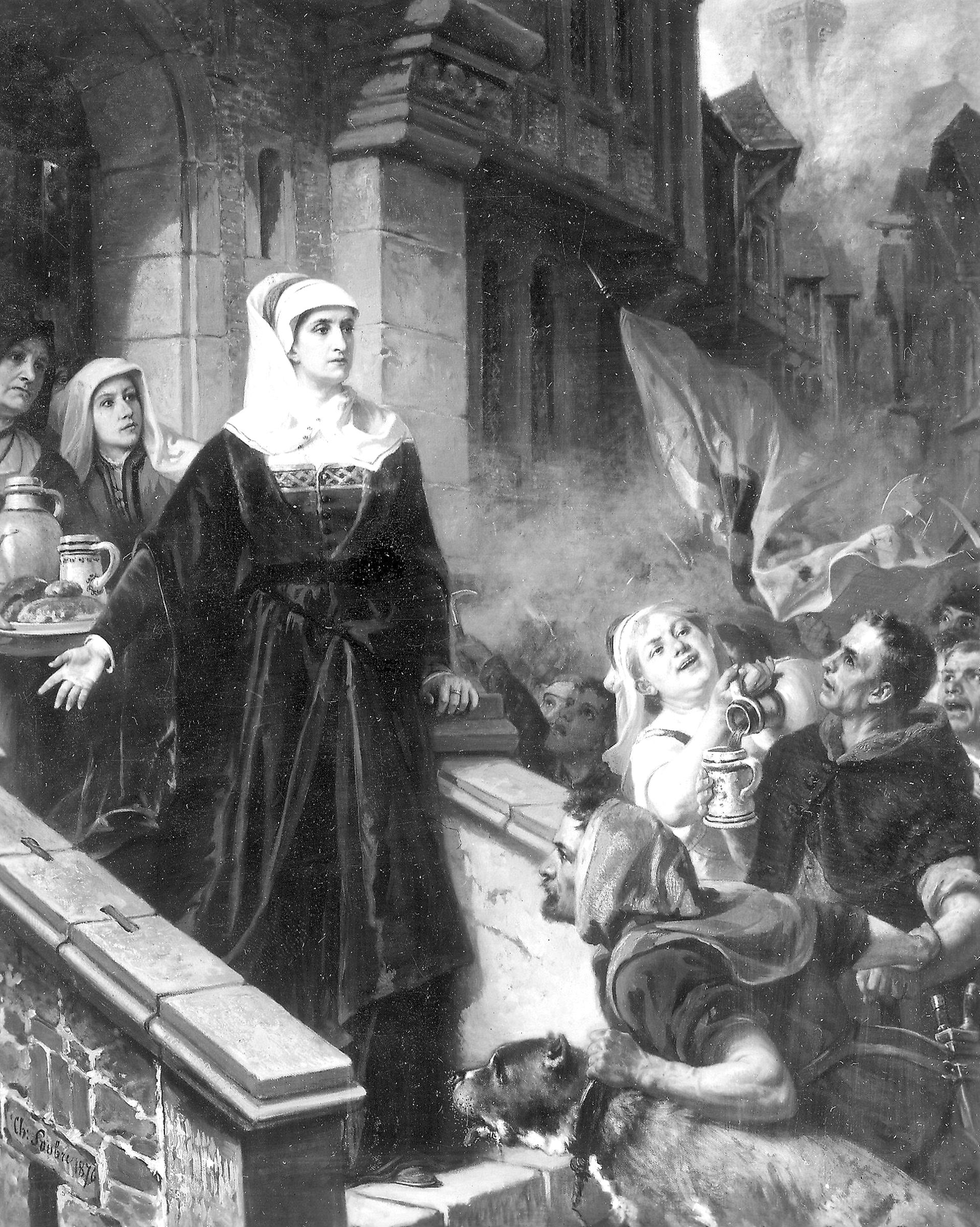
La Måle Saint-Martin (Charles Soubre).
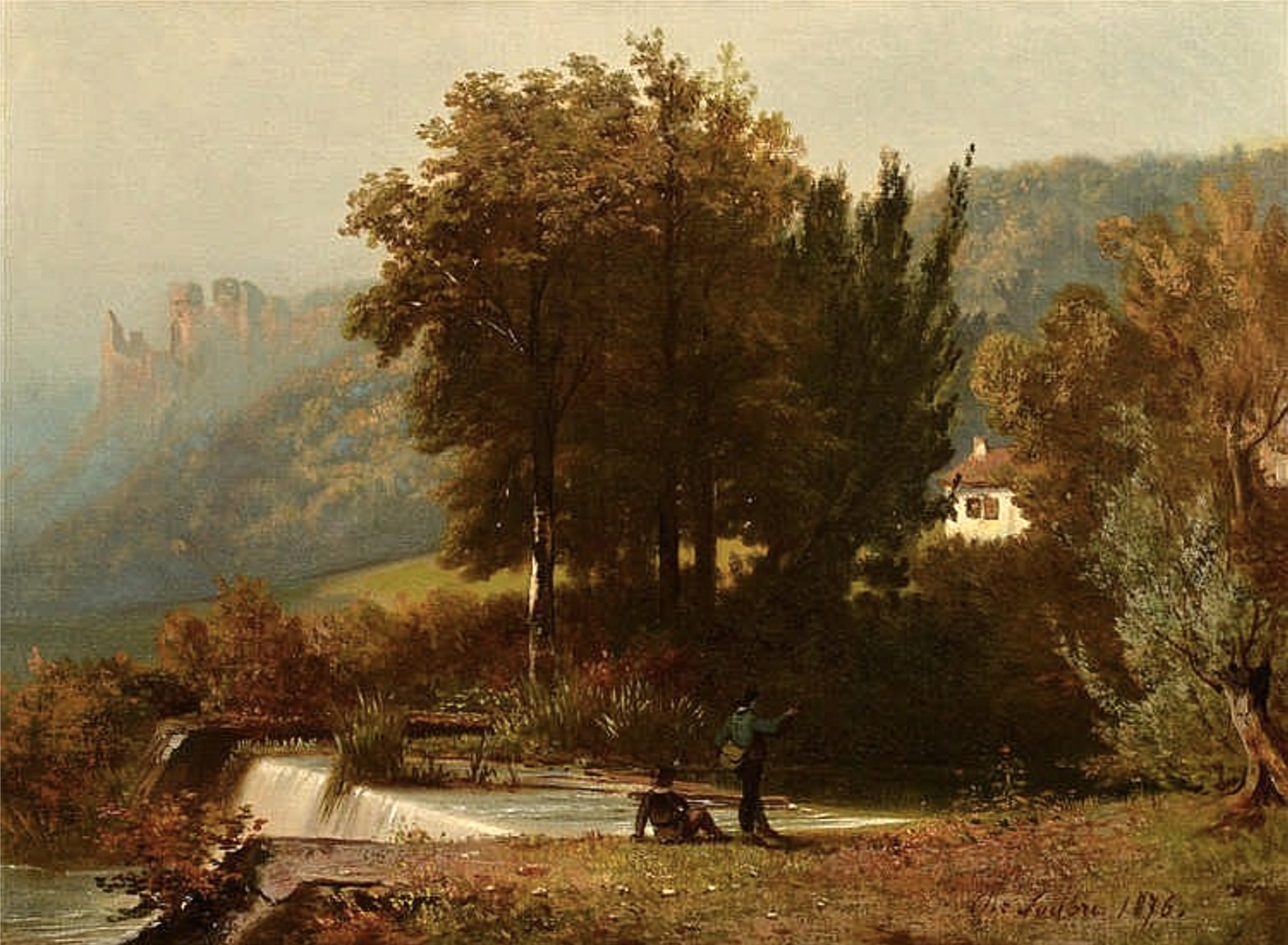
Paysage animé à la cascade (Charles Soubre)

## Sciences
- À l'Observatoire royal de Belgique, François Van Rysselberghe publie les premiers « bulletins météorologiques »[3].
- Fondation de la Société belge de géographie[4].

## Naissances
- 6 mai : Leon De Meester, joueur de football († 5 octobre 1966).
- 2 août : Julien Lootens, coureur cycliste († 5 août 1942).
- 26 septembre : Georges-Émile Lebacq, peintre († 4 août 1950).

## Décès
- 11 août : Jean-Baptiste Kindermans, peintre (° 28 février 1821).

## Statistiques
- Population totale au 31 décembre 1876 : 5 336 185 habitants[5].